# Anaïs Delwaulle
Anaïs Delwaulle, née le 25 mai 1994 à Schœlcher, en Martinique, est la 10e candidate à avoir représenté la Martinique au concours Miss Monde lors de la 64e édition en décembre 2014 à Londres, où Rolene Strauss, Miss Afrique du Sud, est sortie vainqueur,,,,.

## Biographie

### Famille
Métisse, elle naît d'un père picard et d'une mère martiniquaise et a un petit frère de quatre ans plus jeune qu'elle.

### Karaté
Elle pratique le karaté à l'Okinawa-T Tropicale Club de Martinique de 2002 à 2010 et obtient plusieurs titres de championne en équipe et en individuel Kata et Kumite en Martinique, en France, et à Sainte-Lucie et devient ceinture noire en 2009, à l'âge de 14 ans et demi.

## Études et entrepreneuriat
Elle obtient un baccalauréat économique et social en 2013. En 2015, elle obtient un Brevet de Technicien Supérieur en communication. Elle s'installe ensuite à Paris où elle intègre une école de communication et y prépare un bachelor. Elle intègre ensuite école de commerce où elle obtient un master commerce et marketing.
Une fois ses études finies, elle part vivre un an en Angleterre avant de revenir s'installer en Martinique, où elle ouvrira plusieurs entreprises,,,.

## Parcours dans la mode et l'audiovisuel

### Mannequinat
Après avoir été repérée sur les réseaux sociaux (Facebook) en 2010, elle enchaîne les défilés de mode, shootings photos, parutions dans les magazines, publicités et clips vidéo.
Elle fait notamment partie des mannequins de la 1re édition de la Fashion Month en 2011, du Salon du Mariage en 2011, des Premières de la Mode en 2012 et bien d'autres défilés de créateurs et de marques afro-caribéennes de 2010 à 2015 en Martinique.
Elle est également choisie pour être présente dans beaucoup d'évènements en Martinique et en Guadeloupe et fini par manager une équipe d'hôtesses.
Populaire et grandement suivie sur les réseaux sociaux, les internautes votent pour elle afin d'être la "Fashion Girl" de Trace FM en 2012.
En 2014, elle décroche le Prix du Public dans la catégorie « Meilleur Mannequin Femme 2014 » en Martinique.

### Concours de miss
En 2011, on lui propose de participer à la 1ère édition du concours Miss Prestige Martinique car il manque des candidates. Alors qu'elle est mineure et ne fait pas la taille minimum requise, elle accepte de participer par pur plaisir.
En 2013, elle est repérée par un membre de l'organisation du concours Miss Martinique Queens qui l'incite à se présenter au casting de à la nouvelle édition. Sa candidature retenue, elle se classe parmi les 5 gagnantes en remportant le titre de 1re dauphine ainsi que le prix de la photogénie.
Un an plus tard, elle est choisie par l'organisation pour représenter la Martinique au concours Miss Monde 2014. Elle se classe dans le Top 23 sur 121 candidates du monde entier de la compétition « Beauty With a Purpose » en y présentant un projet d'actions humanitaires de lutte contre les moustiques porteurs de maladie et sera élue 15e plus belle miss du concours par le public.

### Médias
Elle est choisie par Radio Caraïbes international Martinique pour devenir pendant deux ans de suite l'une des co-animatrices de l'émission Vakans Ô Péyi 2015 et 2016.
En 2019, elle devient chroniqueuse quelques mois pour Martinique la 1re Radio.
En 2022, elle devient chroniqueuse pendant les vacances d'été pour la chaîne télévisée ViàAtv dans l'émission "Tous à bord".

### Série Télévisée
En février 2016, elle décroche le rôle de Carole dans la série Les Mystères de l'amour et apparaît ainsi dans certains épisodes de la série diffusée sur TMC.

## Drapeau de la Martinique
Fin 2018, la collectivité territoriale de Martinique (CTM) lance un concours afin de définir un drapeau et un hymne dans l’objectif de « représenter la Martinique lors des manifestations sportives et/ou culturelles internationales ». Anaïs y fera une première proposition qui ne sera pas retenue mais qui fera grand bruit et unanimité sur les réseaux sociaux. Les médias locaux s'y intéressent et exposent sa création. C'est finalement le drapeau "Ipséité", créé et proposé par le martiniquais Johnny Vigné, qui sera retenu par le président du conseil exécutif de Martinique, Alfred Marie-Jeanne.
Dans une décision en date du lundi 15 novembre 2021, le tribunal administratif annule la décision du président du conseil exécutif de Martinique; Les choix des drapeau et hymne locaux n'étant pas de son ressort mais relevant des compétences de l’assemblée de Martinique, l’organe délibérant de la collectivité.
Anaïs proposera à nouveau son drapeau lors de la deuxième consultation populaire organisée fin 2022. Le 16 janvier 2023 son drapeau rouge-vert-noir avec un colibri en son centre obtient 72,84% des suffrages,. L'arrangement, imaginé par elle, reprend la proposition qu'elle avait faite lors de la consultation de 2019. La deuxième place étant celle du « drapeau historique » rouge vert noir créé par Guy Cabort-Masson et Alex Ferdinand, la composition d'Anaïs ne fait pas unanimité cette fois car jugée pas assez légitime par rapport au drapeau historique.
À la suite du cyberharcèlement dont elle est victime, elle retire sa participation le 23 janvier 2023, au profit du drapeau historique « rouge vert noir »  arrivé deuxième à la consultation,,.
Le drapeau « rouge vert noir » est adopté officiellement par les élus de l'Assemblée de Martinique (44 voix pour et une abstention) pour représenter la Martinique lors des manifestations sportives et culturelles.